# Parlamento da Guiana
O Parlamento da Guiana (Parliament of Guyana) é a sede do poder legislativo da Guiana, é composta por 65 membros, dentre os quais 25 são eleitos para mandatos de 5 anos por representação proporcional em 10 círculos eleitorais, 40 são eleitos por lista, atualmente está na 10ª legislatura.